# 李忠 (1969年)

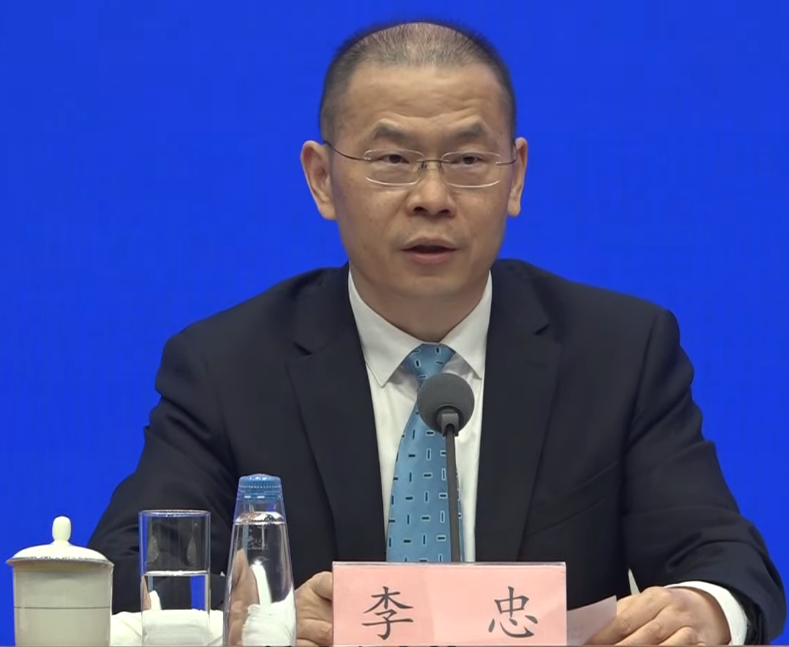
李忠（2022年）

李忠（1969年2月—），男，汉族，四川邻水人，中华人民共和国政治人物。2020年2月，任人力资源和社会保障部副部长、党组成员。